# Liste des dessins exposés dans la Galerie d'Apollon le 28 thermidor de l'an V
Le 28 thermidor de l'an V (15 août 1797) de la République s'est ouverte la première exposition de dessins des grands maîtres dans la galerie d'Apollon affectée au muséum central des arts de la République française.

## Dessins de l'école italienne
| Dessins de l'école italienne                                                        |                                       | | | |                               |
| N° notice                                                                           | Noms des artistes dans la notice      | Sujet indiqué dans la notice | Numéro d'inventaire                                                                                   | Classement actuel | Notice du Cabinet des dessins |
| 1 2 3                                                                               | Bandinelli Baccio                     | Sainte Famille Christ mort entre les bras des Saintes Femmes Vainqueur face à des prisonniers | 97 144 89                                                                                             | Bandinelli B. | Voir                          |
| 4                                                                                   | Baroche Frédéric                      | Assomption de la Vierge | 2855                                                                                                  | Barocci F. | Voir                          |
| 5                                                                                   | Bernin J. Laurent                     | Saint Jérôme à genoux | 9575                                                                                                  | Bernini G. L. | Voir                          |
| 6 7                                                                                 | Calabrese Mathias Preti dit le        | Martyre de saint Érasme Martyre de saint André | 9723 9722                                                                                             | Preti M. Atelier de | Voir                          |
| 8 9                                                                                 | Campo Bernardino                      | Descente de Croix Deux femmes à genoux | 11444 5113                                                                                            | Clovio Giulio Muziano Girolamo | Voir                          |
| 10                                                                                  | Canuti Dominique-Marie                | Vierge et l'Enfant, Madeleine et saint François | 7092                                                                                                  | Faccini Pietro | Voir                          |
| 11 12 13 14 15 16 17 18 19 20 21 22 23 24 25                                        | Carrache Annibal                      | Annonciation La Vierge filant avec saint Joseph Mendiants Christe bénissant saint François Vierge, l'Enfant et saint François La Vierge tenant l'Enfant Jésus Vierge allaitant l'Enfant Deux figues nues Poluphème Pâris Caryatide Faune Deux figues assises Tête de jeune homme Etude de deux arbres se croisant | 7493 7155 7214 7175 7153 7147 7151 7209 7319 7318 7317 7316 7322 7381 7484                            | Carracci Agostino cercle des Carracci Carracci An. cercle des Carracci Carracci An. | Voir                          |
| 26 27 28 29                                                                         | Carrache Augustin                     | Que tout genou fléchisse au nom du Seigneur Vision de Jacob Adoration des Mages Vierge à l'Enfant | 7112 (4) 7653 7140 7149                                                                               | Carracci Ag. Carracci Lodovico attribué à Carracci An. Cercle des Carracci | Voir                          |
| 30 31 32 33 34 (2) 35 36                                                            | Carrache Louis                        | La Vierge, sainte Anne et l'Enfant Adoration des bergers Madeleine chez le Pharisien Saint François en extase Études de têtes Femmes assises Ex-voto avec saint François | 7665 7661 7673 7709 7735 7727 7758                                                                    | Carracci L. école de Carracci A. attribué à Carracci L. | Voir                          |
| 37                                                                                  | Cavedone Jacques                      | Sainte Famille | 6274                                                                                                  | Cavedone G. | Voir                          |
| 38                                                                                  | Clovio Don Julio                      | Christ donnant les clefs à saint Pierre | 3044                                                                                                  | Castello G. | Voir                          |
| 39 40 41 42 43                                                                      | Correge Antoine Allegri dit le        | Allégorie des vertus Allégorie des vices Vierge à l'Enfant Saint Jean-Baptiste sur des nuages Tête d'ange . | 5926 5927 5912 5919 5937 (ou 5936)                                                                    | Allegri A. d'après Allegri école d'Allegri A. . | Voir .                        |
| 44                                                                                  | Cortone Pierre Berrettini dit le      | Moïse sauvé des eaux | 472                                                                                                   | Berrettini P. | Voir                          |
| 45 46                                                                               | Credi Laurent Sciarpelloni di         | Tête de vieillard Tête de jeune homme | 1779 1781                                                                                             | Sciarpelloni L. | Voir                          |
| 47 48                                                                               | Daniel de Volterre Ricciarelli        | Femme à genoux Femme drapée | 1499 1506                                                                                             | attribué à Ricciarelli d'après Ricciarelli | Voir                          |
| 49 50 51 52                                                                         | Dominiquin Dominique Zampieri dit le  | Martyre de saint André Décollation de deux saints Saint Luc évangéliste Tête de vieillard | 9077 9079 9083 9101                                                                                   | d'après Zampieri D. Zampieri D. | Voir                          |
| 53 (2)                                                                              | École florentine                      | Bas-reliefs en cire | . | . | .                             |
| 54 55 56 57 58 59                                                                   | École romaine                         | Mosaïque avec une tête de vierge Christ en croix Didon et Énée Pietà Mercure et deux jeunes filles Sujet inconnu | . . 10541 Disparu . 9835                                                                              | . . d'après Bonaccorsi P. . École florentine 1er moitié XVe | . . Voir . Voir               |
| 60                                                                                  | École vénitienne                      | Ex-voto | ? | . | .                             |
| 61                                                                                  | Farinati Paul Uberti                  | La piscine miraculeuse | 4828                                                                                                  | Farinati P. | Voir                          |
| 62                                                                                  | Fiammeri Jean-Baptiste                | Saint Jean-Baptiste, saint Jérôme, saint Augustin | 3107                                                                                                  | Fiammeri G.B. | Voir                          |
| 63                                                                                  | Fra Bartolomeo Baccio della porta dit | Vierge avec l'Enfant, saint François, saint Augustin, sainte Catherine | 4296                                                                                                  | Anonyme italien | Voir                          |
| 64                                                                                  | Francia François Raibolini dit        | Composition à plusieurs figures | 9874                                                                                                  | Ubertini F. (Bachiacca) | Voir                          |
| 65 66 67                                                                            | Franco Jean-Baptiste dit il Semoleo   | Le déluge Personnes paraissant s'enfuir Clélie se disposant à passer le Tibre | 4917 4959 4950                                                                                        | Franco B. | Voir                          |
| 68 69 70 71 72 73 74                                                                | Guerchin Jean-François Barbieri dit   | Saint Dominique recevant une fleur de lys Saint Guillaume aux pieds de saint Grégoire Vieillard et jeune homme comptant de l'argent Jeune homme conversant avec une femme Vieillard et deux enfants Jeune enfant Tête de jeune homme | 6872 6883 6900 6903 6898 6906 6870                                                                    | Barbieri G.F. (Guercino) Schedone B. | Voir                          |
| 75 76                                                                               | Guide Guido Reni dit le               | Tête d'homme souffrant Tête d'enfant | 8920 8918                                                                                             | Reni G. | Voir                          |
| 77                                                                                  | Josepin Joseph Cesari d'Arpino dit le | Martyre de saint Paul | 2973                                                                                                  | Cesari d'Arpino G. | Voir                          |
| 78 79 80 81 82 83 84 85 86 87 88                                                    | Romain Jules Pippi                    | L'Olympe épouvanté de l'attaque des géants Psyché recevant les offrandes des mortels Chute d'Icare Circoncision Pêcheurs tirant les filets Mariage de sainte Catherine Annonciation Vénus et l'Amour L'Espérance Femme tenant un rideau Adoration des bergers | 3476 3497 3499 4275 3561 3462 3457 3657 3512 3568 3459                                                | Pippi G. (G. Romano) Primaticcio F. inspiré par Pippi G. Pippi G. (G. Romano) copie d'après atelier de Raphaël Pippi G. (G. Romano) Genga G. Pippi G. (G. Romano) atelier de Raphaël Pippi G. (G. Romano) attribué à Pippi G.                                                               | Voir                          |
| 89                                                                                  | Lanfranc Jean                         | Bénédiction donnée par un pape | 6345                                                                                                  | Lanfranco G. | Voir                          |
| 90                                                                                  | Ligozzi Jacques                       | Apparition du Christ et de la Vierge à saint François | 5029                                                                                                  | Ligozzi J. | Voir                          |
| 91                                                                                  | Luti Benoît                           | Madeleine entre les bras d'un ange | 1267                                                                                                  | Luti B. | Voir                          |
| 92                                                                                  | Manetti Rutilio                       | La Vierge donnant à boire à l'Enfant Jésus | 1285                                                                                                  | Manetti R. | Voir                          |
| 93 94 95                                                                            | Manochi Joseph                        | Étude pour la salle des pontifes Lunette Cul-de-four d'une niche | ? 3338 3339                                                                                           | . Mannocchi G. | . Voir                        |
| 96 97 98                                                                            | Mantegne André                        | Jugement de Salomon Sainte Famille Bacchanale | 5068 ? 5611                                                                                           | atelier de Mantegna A. . École vénitienne fin XVe | Voir . Voir                   |
| 99                                                                                  | Maratte Carle                         | Mort de saint Joseph | 3346                                                                                                  | Caisotti T. A. | Voir                          |
| 100                                                                                 | Masaccio                              | Crucifixion | 5609                                                                                                  | Marmitta F. | Voir                          |
| 101                                                                                 | Maturino                              | Attaque de cavalerie et d'infanterie | 4325                                                                                                  | Penni G. F. | Voir                          |
| 102 103 104 105                                                                     | Michel-Ange Buonarroti                | Monument de Jules II Jésus expirant sur la croix Tête de satyre Étude de main | 113 732 684 717                                                                                       | Bandinelli B. Clovio G. attribué à Buonarroti (Michel-Ange) | Voir                          |
| 106                                                                                 | Mutien Jérôme Muziano dit le          | Assomption de la Vierge | 8496                                                                                                  | attribué à Passarotti B. | Voir                          |
| 107                                                                                 | Nicolo del Abbate                     | Femme foulant aux pieds le vice | 5844                                                                                                  | Nicolò dell'Abbate | Voir                          |
| 108 109                                                                             | Palme le Jeune Jacques                | Christ porté au tombeau Descente de croix | 5194 5183                                                                                             | Palma Jacopo il Giovane Palma J. il Giovane | Voir                          |
| 110 111 112 113                                                                     | Panini Jean-Paul                      | Paysage avec des ruines | 6712 6714 6713 6711                                                                                   | Pannini G.-P. | Voir                          |
| 114 115 116 117 118 119 120 121                                                     | Parmesan François Mazzuola dit le     | Adoration des bergers Deux femmes avec des vases Pallas dans une niche Étude d'une figure d'homme Jeune homme et chien Tête de femme Tête de fille Mariage de sainte Catherine | 6385 6466 6493 6397 6474 6445 6445 bis 5832                                                           | Mazzuola F. (Parmesan) Nicolò dell'Abbate | Voir                          |
| 122 123 124 125 126                                                                 | Véronèse Paul Cagliari                | Vierge en gloire avec saint Pierre et saint Paul Martyre de sainte Justine Enlèvement des Sabines La Foi Vénus ôtant à l'Amour ses armes | 4816 4673 4677 4675                                                                                   | Caliari P. (Véronèse) Benfatto A. Caliari G. atelier de Caliari P. | Voir                          |
| 127                                                                                 | Penni Luc                             | Portement de croix | 1403                                                                                                  | attribué à Penni L. | Voir                          |
| 128 129 130 131                                                                     | Perin del Vaga Pietro Buonacorsi dit  | Triomphe de Bacchus Combat des Amazones Naissance de la Vierge Annonciation | 593 594 595 596                                                                                       | Bonaccorsi P. (Perino del Vaga) | Voir                          |
| 132 133                                                                             | Pérugin Pierre Vannucci dit le        | Femme drapée Tête de vieillard | 4371 4375                                                                                             | Lo Spagna Lo Spagna | Voir                          |
| 134                                                                                 | Peruzzi Bathasar                      | Esquisse d'un monument | 1420                                                                                                  | Penni G. F. | Voir                          |
| 135 136                                                                             | Pesarese Simon Cantarini              | Mort de saint Joseph Repos en Égypte | 7080 7078                                                                                             | Cantarini S. Cantarini S. | Voir                          |
| 137                                                                                 | Pietre Teste                          | Saint Jérôme dans le désert | 1887                                                                                                  | Testa P. | Voir                          |
| 138 139 140                                                                         | Polidore de Caravage Caldara          | Embarquement Sacrifice Prêtre disant la messe | 6082 6081 6074                                                                                        | Caldara (Polidoro da Caravaggio) Pupini Biagio Caldara (Polidoro da Caravaggio) | Voir                          |
| 141 142 143 144 145 146                                                             | Primatice François Bologna            | Divinités marines Repas des amants de Pénélope Sujet décoratif Mars et Vénus au bain Mars et Vénus | 8566 8569 8567 8536 8527 8538                                                                         | Primatice F. Primatice F. Primatice F. | Voir                          |
| 147 148 149 150 151 152 153 154 155 156 157 158 159 160 161 162 163 (2) 164 165 166 | Raphaël Sanzio                        | Christ remettant les clefs à saint Pierre Prédication de ssaint Paul à Athènes Incrédulité de saint Thomas Alexandre et Roxane Christ au milieu des docteurs Mise au tombeau Vierge allaitant l'Enfant Étude de femme Adam et Ève chassés du Paradis Psyché offrant à Vénus le fard de beauté Le cardinal Jean de Médicis retournant à Florence Ridolfi haranguant le peuple La Fornarina Tête d'homme Tête de femme Tête d'homme Têtes de femme et d'enfant Christ succombant sous la croix Attila arrêté par saint Pierre et saint Paul La calomnis d'Apelles | 3863 3884 611 3885 4282 ? 3859 3862 3864 3875 4013 4012 3882 3953 3992 3993 10958 6815 3962 3873 3876 | Santi R. (Raphaël) atelier de Raphaël Bonaccorsi (Perino del Vaga) Vincidor T. école de Santi R. (Raphaël) . Santi R. (Raphaël) copie d'après Penni G. F. Santi R. (Raphaël) d'après Santi R. (Raphaël) Santi R. (Raphaël) d'après Santi R. (Raphaël) Santi R. (Raphaël) atelier de Raphaël | Voir . Voir                   |
| 167                                                                                 | Romanelli Jean-François               | Jeune fille prête à être sacrifiée | 3795                                                                                                  | Romanelli G. F. | Voir                          |
| 168 (2) 169 (2) 170 171                                                             | Rosalba Carriera                      | Deux têtes Deux portraits Vénus et l'Amour Mère allaitant son enfant | 4797 4798 4799 4800 4801 ?                                                                            | Carriera R. . | Voir .                        |
| 172                                                                                 | Salvator Rosa                         | Figure drapée | 9749                                                                                                  | Rosa S. | Voir                          |
| 173                                                                                 | Schidone Barthelemi                   | L'œuvre de l'aumône | 6768                                                                                                  | Schedone B. | Voir                          |
| 174                                                                                 | Sebastien del Piombo                  | Naissance de la Vierge | 5050                                                                                                  | Luciani (Sebastiano del Piombo) | Voir                          |
| 175                                                                                 | Tintoret Jacques Robusti              | Madeleine aux pieds du Christ | 5364                                                                                                  | attribué à Robusti J. | Voir                          |
| 176 177 178 179 180 181 182                                                         | Titien Vecelli                        | Pâris et les trois déesses Moissonneurs assis Angélique et le dragon Paysage avec des bergers Tête de vieillard Paysage avec saint Jérôme | 5519 5523 5569 5570 5525 5524 5121                                                                    | Campagnola D. cercle de Vecelli C. (Titien) d'après Vecelli C. (Titien) Savoldo G. G. Muziano G. | Voir                          |
| 183 184 185                                                                         | Vanni François                        | Saint François devant le crucifix Le Père Éternel Scène de miracle | 20.353 2023 2015                                                                                      | Rubens P. P. Vanni F. | Voir                          |
| 186 187 188 189 .                                                                   | Zuccaro Thadée                        | Adoration des bergers Assomption des bergers Tête de jeune homme Tête de femme . | 4409 4432 4604 4609 4609 bis                                                                          | d'après Zuccaro T. Zuccaro F. | Voir                          |
| 190                                                                                 | Tibaldi Pellegrino                    | Cartons pour le palais Feretti | . | . | .                             |

## Dessins de l'école «flamande»
Sous le nom d'école « flamande », les responsables de l'exposition de l'an V ont rangé des dessins des écoles flamande, hollandaise et allemande.
| Dessins de l'école « flamande »                 |                                          | |                                                                                                  | |                               |
| N° notice                                       | Noms des artistes dans la notice         | Sujet indiqué dans la notice | Numéro d'inventaire                                                                              | Classement actuel | Notice du Cabinet des dessins |
| 200 201 (4) . 202 203 204 (2) 205 (2) .         | Albert Dürer                             | Passion du Christ Têtes d'enfants Val d'Arco Têtes d'enfants Saintes Familles Tête de femme Tête d'homme | 18.640 18.601b 18.602a 18.602b 18.601a 18.579 18.587 18.607b 18.607a 18.582 18.605 20.644 18.589 | Dürer A. d'après Dürer A. Roger van der Weyden Dürer A.                                                                                                  | Voir                          |
| 206 207 208 209 210 211 212 213 (4) 213 bis     | Baur William                             | Cavalcade du Pape Marche du Grand Seigneur Place ornée de fabriques avec le martyre de sainte Catherine Place ornée de fabriques avec le martyre de sainte Cécile Place au bord de la mer Fuite en Égypte Paysage avec saint Étienne Quatre paysages et marines Port de Naples                                                                  | 18.501 18.502 18.503 18.503bis 18.504 18.506 volé en 1818 volé en 1811 18.508 18.507 18.505      | Baur J. W. | Voir                          |
| 214 215 (3) .                                   | Breenberg Bartholomé                     | Vue d'un hangar Villageois et ruines | 22.538 22.539 22.539bis 22.539ter                                                                | Poelenburgh Cornelis van B. Breenbergh B. | Voir                          |
| 216                                             | Bega Corneille                           | Vue d'un hangar | 22.432                                                                                           | Bega C. | Voir                          |
| 217                                             | Berghem Nicolas                          | Moutons | 22.445                                                                                           | Berchem N. | Voir                          |
| 218 (2) .                                       | Bloemaert Abraham                        | Vénus sur les eaux Neptune et Amphitrite | 22.485 22.485 bis                                                                                | Bloemaert A. | Voir                          |
| 219                                             | Breughel Jean                            | Chemin couvert de bestiaux et de voyageurs | 19.747                                                                                           | Bruegel J. l'Ancien | Voir                          |
| 220                                             | Champagne Philippe                       | Invention des corps de saint Gervais et de saint Protais | 19.858                                                                                           | Champaigne Jean-Baptiste de | Voir                          |
| 221 .                                           | Cock Jérôme .                            | Un Hameau dans une gorge de montagne, sur le devant est une rivière | 19.883 .                                                                                         | Cock M. de . | Voir .                        |
| 222 223 (2) .                                   | Diepenbeck Abraham                       | Paysans allant au marché Vierge donnant le rosaire à saint Dominique . | 20.328 19.895 19.895 bis                                                                         | Rubens P.P. Diepenbeeck A. van | Voir                          |
| 224                                             | Dietrich Christian-Guillaume-Ernest      | Repose en Égypte | 18.552                                                                                           | Dietrich C.W.E. | Voir                          |
| 225                                             | Flamand F. dit Le Quesnoi                | Bacchanale (bas-relief en ivoire) | .                                                                                                | |                               |
| 226 227                                         | Fouquières Jacques                       | Ruisseau ombragé d'arbres Chemin dans une forêt | 19.970 19.969                                                                                    | Fouquières J. | Voir                          |
| 228                                             | Goltzius Henri                           | Un chat | 22.599                                                                                           | Gheyn Jacob II de | Voir                          |
| 229                                             | Lingelbach Jean                          | Port de mer | 22.732                                                                                           | Lingelbach J. | Voir                          |
| 230                                             | Mengs Anton Raphael                      | Sainte Famille | 18.737 bis                                                                                       | Mengs A. R. | Voir                          |
| 231                                             | Molyn Pierre de Mulier surnommé Tempéest | Paysage | 22.761                                                                                           | Molijn P. de | Voir                          |
| 232                                             | Murant Emanuel                           | Ruine chargée de broussailles | 23.176                                                                                           | Gerrit van Bronckhorst | Voir                          |
| 233                                             | Netscher Gaspar                          | Tête de jeune homme | 22.772                                                                                           | Netscher C. | Voir                          |
| 234 235 236 237 238                             | Bril Paul                                | Un désert Vue d'un pays montueux Site sauvage Grand chemin avec une croix Paysage | 19.779 19.780 19.785 19.777 19.778 19.815                                                        | Bril P. d'après Bril P. | Voir                          |
| 239                                             | Rademaker Abraham                        | Les plaisirs de l'hiver | 22.879                                                                                           | attribué à Rademaker A. | Voir                          |
| 240                                             | Rembrandt van Rijn dit                   | Vision de Jacob | 22.881                                                                                           | Rembrandt | Voir                          |
| 241                                             | Roland Savery                            | Paysage | 20.761                                                                                           | Cibo Gherardo | Voir                          |
| 242                                             | Romeyn Guillaume                         | Animaux près d'un abreuvoir | 23.012                                                                                           | Romeyn W. | Voir                          |
| 243 244                                         | Roos Jean-Henri                          | Pâturage Animaux près d'une fontaine | 18.748 18.747                                                                                    | Roos J.H. | Voir                          |
| 245 246 247                                     | Rottenhammer Jean                        | Adoration des anges et des bergers Adoration des bergers Ravissement de saint Paul | 18.759 2205 18.761                                                                               | Rottenhammer H. attribué à Vasari G. Rottenhammer H. | Voir                          |
| 248 249 250 251 252 253 254 255 256 257 258 259 | Rubens Pierre-Paul                       | Chasse aux lions Adoration des mages Saint Ignace guérissant les possédés Saint François Xavier guérissant les malades Adoration des berges Adoration des mages Christ mort entre les bras des Maries Descente des croix Pluton jugeant les âmes que lui amène Mercure Saint François recevant les stigmates L'archiduc Albert à cheval Paysage | 20.305 20.310 20.307 20.308 20.309 20.306 20.184 20.311 20.262 20.312 20.185 20.209              | d'après Rubens P.P. Antoon van Dyck d'après Rubens P.P. Antoon van Dyck d'après Rubens P.P. Rubens P.P. Antoon van Dyck Rubens P.P. école de Rubens P.P. | Voir                          |
| 260                                             | Ruysdael Jacques                         | Moulin à eau | 23.014                                                                                           | Ruisdael J. van | Voir                          |
| 261                                             | Swanevelt                                | Paysage | 23.030                                                                                           | Swanevelt H. | Voir                          |
| 262 263                                         | Teniers David                            | Fête de village Tabagie | 20.523 20.524                                                                                    | Teniers D. | Voir                          |
| 264                                             | Vander-Baren Jean-Antoine                | Voleurs en embuscade | 19.343                                                                                           | Baren J. A. van der | Voir                          |
| 265 266 267 268                                 | Vander-Does Jacques                      | Grotte avec berger et moutons Paysage Berger conduisant des moutons Paysage | 22.575 22.574 22.576 22.577                                                                      | Does J. van der | Voir                          |
| 269                                             | Vander-Kabel Adrien                      | Port de mer | 22.558                                                                                           | Cabel A. van der | Voir                          |
| 270 271                                         | Vander-Meulen François                   | Des Magistrats présentent les clefs de leur ville à la reine Anne d'Autriche Siège d'une ville | 27.633 20.059                                                                                    | Lebrun Ch. et Van der Meulen F. Van der Meulen F. | Voir                          |
| 272                                             | Vander-Ulft Jacques                      | Vue d'Amsterdam | rendu au prince de Condé                                                                         | | .                             |
| 273 274 275 276                                 | Van Dick Antoine                         | Continence de Scipion La Force soumise à la Beauté Portrait de Van Tulden Portrait de Van Voerst | 19.910 19.906 19.907 19.908                                                                      | Dijck A. van | Voir                          |
| 277 (2) .                                       | Van-Goyen Jean                           | Paysages Paysage | 22.614 22.614 A                                                                                  | Goyen J. van | Voir                          |
| 278 279                                         | Van-Haghen Jean                          | Paysages . | 22.624 22.627                                                                                    | Hagen J. van der Hagen J. van der | Voir                          |
| 280 (2) .                                       | Van-Huysum Jean                          | Fleurs . | 22.670 22.671                                                                                    | Huysum J. van | Voir                          |
| 281 282                                         | Van-Ostade Adrien                        | Intérieur d'une boutique d'épicier Cabanes sous les arbres | 22.782 22.783                                                                                    | Ostade A. van école de Ostade A. van | Voir                          |
| 283 (2) .                                       | Van-Uden Lucas                           | Paysages . | 20.556 20.557                                                                                    | Uden L. van | Voir                          |
| 284                                             | Vischer Corneille                        | Portrait de femme assise | 23.114                                                                                           | Visscher C. | Voir                          |
| 285                                             | Wael Corneille                           | Cavaliers dépouillant des blessés | 20.631                                                                                           | Wael C. | Voir                          |
| 286                                             | Wtenbrouck surnommé le Petit-Moyse       | Berger conversant avec une femme | 23.169                                                                                           | Uyttenbroeck M. van | Voir                          |
| 287                                             | Zacht-Leeven Herman                      | Ruines | 23.181                                                                                           | Mulier P. le Jeune | Voir                          |

## Dessins de l'école française
| de l'école française                                                                                    |                                       | | |                                                                                               |                               |
| N° notice                                                                                               | Noms des artistes dans la notice      | Sujet indiqué dans la notice | Numéro d'inventaire | Classement actuel                                                                             | Notice du Cabinet des dessins |
| 300 (9) .                                                                                               | Blanchard Jacques                     | Saintes Familles . | 23.769 23.770 23.770 bis 23.771 23.771 bis 23.772 23.772 bis 23.773 23.773 bis | attribué à Prévost Nicolas attribué à Prévost N.                                              | Voir                          |
| 301 302 304 305                                                                                         | Bouchardon Edmé                       | Jeunes au fille au bain d'après Le Songe de Poliphile Le cachet de Michel-Ange Enfant armé d'une faucille pour L'été de la fontaine de Grenelle Jeune enfant debout | 23.848 23.849 23.883 23.884 | Bouchardon E.                                                                                 | Voir                          |
| 306 307 308 309                                                                                         | Bourdon Sébastien                     | Martyre de saint Pierre Élévation du Christ en croix Évêque ressucitant un mort | 24.991 24.992 25.002 25.008 | Bourdon S.                                                                                    | Voir                          |
| 310 311 .                                                                                               | Le Bourguignon Guillaume Courtois dit | Choc de cavaliers Deux combats de cavalerie . | 25.692 25.685 25.685 bis | Courtois G. dit le Bourguignon                                                                | Voir                          |
| 312 | Chauveau François                     | Entrée de Jésus-Christ dans Jérusalem | 32.414 | Poerson Charles                                                                               | Voir                          |
| 313 | Cochin fils                           | Lycurgue blessé dans une sédition | 25.246 | Cochin C.N.                                                                                   | Voir                          |
| 314 315                                                                                                 | Corneille Michel                      | Sainte Famille dans un paysage Sainte Famille | 25.611 25.610 | Corneille M. le Jeune                                                                         | Voir                          |
| 319 | Jouvenet Jean                         | Martyre de saint Pierre | 27.310 | Jouvenet J.                                                                                   | Voir                          |
| 320 | La Fage Raymond                       | Orgies de Bacchus | 27.396 | La Fage R.                                                                                    | Voir                          |
| 321 322 323 324 324 bis 325 326 327 328 329 330 331 332 333 334 335 336 337 338                         | Lahyre Laurent                        | Descente du Saint-Esprit Apôtres faisant le charité Barnabé devant les Apôtres Apôtres exhortant les fidèles Élection du diacre saint Étienne Apôtres imposant les mains sur les disciplines Saint Étienne dispute avec les docteurs Docteurs excitant le peuple contre saint Étienne Saint Étienne interrogé par le conseil Juges se bouchant les oreilles Saint Étienne trainé au supplice Lapidation de saint Étienne Ensevelissement de saint Étienne Conversion de saint Paul Vision du prêtre Lucien Ouverture du tombeau de saint Étienne Translation du corps de saint Étienne Imposition des élus Saint Étienne traîné devant le conseil | 27.499 27.500 27.501 27.502 27.503 27.504 27.505 27.506 27.507 27.508 27.509 27.510 27.511 27.512 27.513 27.514 27.515 27.516 27.517 | La Hyre L. de                                                                                 | Voir                          |
| 339 | La Rue Louis-Félix de                 | Bacchanale : un satyre fait boire un jeune enfant | 27.591 ? | La Rue L. F. de                                                                               | Voir                          |
| 340 | Latour Maurice-Quentin de             | Portrait de Chardin | 27.612 | La Tour M. Quentin de                                                                         | Voir                          |
| 341 342 343 344 345 346 347 348 349 350 351 (6) 352 (6) 353 (6) 354 (5) 355 356 357 358 359 360 361 362 | Lebrun Charles                        | Histoire d'Hercule Reines de Perse aux pieds d'Alexandre Réveil des eaux Réveil de la terre Défaite de Porus Martyres enfermés dans un taureau d'airain Baptême d'un guerrier Abigail offrant des présents à David Projet de plafond pour la galerie de Versailles Portrait de la Brinvilliers Caractères des passions Rapports entre la physionomie humaine et celles de divers animaux " | 27.667 30.039 27.686 27.643 27.666 27.674 27.672 30.149 27.702 27.668 28.291 28.292 28.297 28.293 28.294 28.295 28.296 28.298 28.299 28.300 28.302 28.301 28.303 28.304 28.305 28.306 28.307 28.308 28.309 28.310 28.311 28.312 28.313 . . 28.063 ? 28.096 ? 28.135 ? 28.199 ? 28.153 ? . | Le Brun Ch. attribué à Le Brun Ch. Le Brun Ch. . Le Brun Ch. .                                | Voir .                        |
| 363 364 365 366                                                                                         | Lesueur Eustache                      | Accord de l'éloquence, de la musique et de l'harmonie Deux femmes drapées Femme drapée Jeune homme vu de dos | 30.664 30.683 30.672 30.682 | Le Sueur E.                                                                                   | Voir                          |
| 367 | Loir Nicolas                          | Sainte Famille | 25.011 | Bourdon S.                                                                                    | Voir                          |
| 368 369                                                                                                 | Lorrain Claude Gelée dit le           | Marine Paysage avec arbres et fabrique | 26.683 26.684 | Gellée C.                                                                                     | Voir                          |
| 370 371 372 373 374 375 376 377 378 379 (4) .                                                           | Massé Jean-Baptiste                   | Louis XIV prend les rênes du Gouvernement L'ancien orgueil des Puissances voisines de la France Résolution de faire la guerre aux Hollandais Louis XIV arme sur terre et sur mer. 1672 Le roi donne des ordres pour attaquer la Hollande Passage du Rhin Prise de Maestricht Soumission de la Franche-Comté Prise de Gand Détails du plafond de la galerie de Versailles . | 30.890 30.891 30.896 30.897 30.898 30.892 30.893 30.899 30.894 30.918 30.919 30.920 30.921 | Massé J.B. d'après Le Brun                                                                    | Voir                          |
| 380 | Mignard Pierre                        | Massacre des Innocents | 31.015 | Mignard P.                                                                                    | Voir                          |
| 381 382                                                                                                 | Nanteuil Robert                       | Portrait de Turenne Portrait de Furetière | 31.368 31.369 | Nanteuil R.                                                                                   | Voir                          |
| 383 384                                                                                                 | Parrocel Joseph                       | Bataille Rencontre de cavalerie | 32.235 32.202 | attribué à Parrocel Charles Parrocel J.                                                       | Voir                          |
| 385 | Pérignon Nicolas                      | Marine | 32.317 | Pérignon N.                                                                                   | Voir                          |
| 386 387 388 389 390 391 392 393 394 395 396 397 398 399 400 401 402 403 404 405 406                     | Poussin Nicolas                       | Extrême-onction Jugement de Salomon Frappement du rocher Moïse et les filles de Jethro Christ en croix Vénus et Adonis Le Buisson ardent Nymphes apportant des offrandes aux fleuves Renaud et Armide Christ instituant le sacrement de l'Ordre Sainte Famille Deux Sainte Famille Intérieur d'un ménage Hercule nettoyant les étables d'Augias Anacréon enseignant à Bathille à jouer de la lyre Philosophe écrivant sur le dos d'un jeune homme Mercure donnant la pomme à Pâris Étude de forêt Paysage | 32.429 32.430 32.431 32.432 32.491 32.433 32.434 32.442 32.435 32.436 32.437 32.438 32.439 32.440 32.441 32.443 32.444 32.445 32.464 32.468 32.446 32.447 | Poussin N. attribué à Poussin N. Poussin N. anonyme français du XVIIe s. Poussin N. Poussin N | Voir                          |
| 407 408                                                                                                 | Puget Pierre                          | Vue de Toulon Trois vaisseaux de haut bord avec les marques distinctives | 32.593 32.594 | Puget P.                                                                                      | Voir                          |
| 409 | Simpol Claude                         | Lavement des pieds | 32.840 | Simpol C.                                                                                     | Voir                          |
| 410 | Stella Jacques                        | La Samaritaine | 32.893 | Stella J.                                                                                     | Voir                          |
| 411 (2) .                                                                                               | Vivien Joseph                         | Portrait de Girardon Portrait de Robert de Cotte | 33.291 33.290 | Vivien J.                                                                                     | Voir                          |
| 412 413 414 415                                                                                         | Vouet Simon                           | Madeleine expirant Vierge et l'Enfant Vierge, l'Enfant et saint Jean Tête de vieillard | 33310 33311 33.332 33313 | Vouet S. école de Vouet S. Vouet S.                                                           | Voir                          |